# Anton Peters
Anton Peters (Ekeren-Sint-Mariaburg, 2 oktober 1923 - Knokke-Heist, 2 september 1989) was een Vlaams acteur, theater- en televisieregisseur en theaterproducent.

## Biografie

### Jeugd
Peters was de zoon van Remi Peters en Elvire Govers. Eerst werkte hij als bediende voor het bedrijf NAVEA (de voorloper van SABAM). Tussendoor volgde hij echter avondlessen toneel aan het conservatorium van Antwerpen. Toen de avondlessen er werden afgeschaft nam hij ontslag bij NAVEA en wijdde zich voltijds aan zijn theateropleiding.

### De Tweede Wereldoorlog
Toen in 1940 de Tweede Wereldoorlog uitbrak werden veel jongeren door Walter Ganshof van der Meersch verplicht te verzamelen in Ieper. Peters was een van naar schatting 300.000 Belgische reserverekruten of CRAB's die moesten vertrekken. Hij wilde geen 'sitting duck' zijn, en probeerde als zovelen naar Frankrijk te vluchten. De 17-jarige ontsnapte er aan een Duits luchtbombardement in Zuidkote en repte zich terug naar Antwerpen. Daar kreeg hij een contract als acteur bij de KNS. Hij speelde er samen met acteurs als Robert Marcel, Jos Gevers, René Bertal, Remi Angenot en Jeanne De Coen.
Toch moest hij opnieuw vluchten, ditmaal om aan de werkplicht in Duitse fabrieken te ontsnappen. In Noorwegen vond hij onderdak op een boerderij, geleid door de familie Bart. Peters wist zich er een tijd lang te verschuilen, maar hij verraadde zichzelf door op een moment dat hij dacht alleen te zijn een stukje piano te spelen. De buren gaven hem aan bij de autoriteiten, en Peters werd gearresteerd door de Noorse SS. Hij verbleef twee jaar lang in een kamp. Toen Hitler alle Vlaamse gevangenen gratie schonk vanwege hun hulp aan het oostfront werd Peters te werk gesteld op een boerderij. Hij wist de hem toegewezen boerderij te ruilen voor die van de familie Bart, zodat hij zich weer op bekend terrein bevond.

### Na de oorlog
Na de oorlog verdiende hij in Oslo de kost als cabaretier, waar hij onder meer Charles Trenet imiteerde. Terug in Antwerpen huwde hij met de dochter van het gezin Bart in de Noorse Kerk aan de Grote Tunnel (de ‘Konijnenpijp’). Uit dit huwelijk werd dochter Else geboren. Uit heimwee naar haar geboorteland vertrok zijn vrouw met Else weer naar Noorwegen. Peters bleef achter en startte zijn theatercarrière opnieuw op. Hij kon zijn cabaretverleden niet achter zich laten en begon in 1952 met de Cyrano, een cabaret/revue-gezelschap boven de toenmalige Memlinc (later Fouquet’s) op de Antwerpse De Keyserlei, samen met Marius Mac Phail en Joris Collet. De Cyrano betekende voor onder meer Yvonne Lex, Jef Cassiers en Cois Cassiers (als "De Woodpeckers") en Denise De Weerdt de eerste aanzet tot hun carrière. De revue moest echter na een tijd noodgedwongen sluiten wegens boekhoudkundige problemen.
Peters ging vaak naar cabaretiers in Nederland kijken, vooral naar Wim Kan en Sonneveld. Sonneveld werd een goede vriend van hem. In 1953 werd Peters ook actief bij de pas opgerichte Vlaamse televisiezender, het NIR (de tegenwoordige VRT). Hij stond er in als acteur, regisseur en realisator. Peters hertrouwde ook met Janine Van De Velde.
Hij werd opnieuw aangenomen bij de Antwerpse KNS. In 1958 werd hij bij de Brusselse KVS aangenomen als acteur en regisseur. Hij vertolkte bij de KVS onder meer de volgende rollen: Boorman in Willem Elsschots Lijmen, Benedict in Shakespeares Veel leven om niets, Markies de Sade in Peter Weiss’ Marat-Sade, Slissen in Slissen en Cesar, Cesar in Marcel Pagnols Marius, Volpone in de Vossenjacht en de hoofdrol in Thuis allebei toneelstukken van Hugo Claus, Scagnarelle in Molières Don Juan). In 1961 was hij te zien in de televisiereeks Tijl Uilenspiegel.
Bij de VRT was hij lid van de Canzonissima-jury. In 1968 koos hij Ann Christy, Nicole Josy (van Nicole & Hugo), Lily Castel, Jacques Raymond en Hugo Dellas uit om de Knokkeploeg te vormen. Deze ploeg won de Europabeker. Hij zou de volgende Knokkeploegen (onder anderen met Mary Porcelijn, Kate (van Kates Kennel - met onder anderen Jean Blaute en Roland) coachen tot 1982.
In 1971 nam hij ontslag bij de KVS om voltijds voor de toenmalige BRT te werken. Hij maakte een programma rond Liesbeth Lists Mikis Theodorakis-cyclus. Datzelfde jaar maakte hij ook een programma rond zangeres Mary Porcelijn, gebaseerd op teksten van Boris Pasternak. Porcelijn werd getoond terwijl ze naakt in de Vlaamse duinen zong: het eerste naakt op de Vlaamse televisie. Hij kreeg hierdoor een stortvloed aan kritiek en protest te verwerken en werd ontslagen bij de BRT. Het blad Humo was het enige dat hem verdedigde.
Peters vond opnieuw werk bij de KVS in Brussel en richtte in 1973 in samenwerking met de stad Blankenberge het Kleinkunsttheater in het casino van de badstad op. Elke zomer bracht hij een cabaret/revue met onder anderen Jef Burm, Rita Deneve, Johny Voners, Janine Bischops, Walter Moeremans, Gilda De Bal, Hugo Vandenberghe, Jan Van Dyck en Jef Cassiers.
Voor de BRT bewerkte en regisseerde hij Jeroom Vertens en Jos Gevers' komedie “Slisse & Cesar” met Ward De Ravet als Slisse en Jan Reusens als Cesar (dit programma kreeg de 'tv-oscar’ voor beste komedie). Vervolgens zorgde hij voor de bewerking en regie van “De Paradijsvogels" van Gaston Martens. Hij vertolkte er ook de rol van Bolle Verbuyck.
Peters bleef acteur en regisseur bij de KVS in Brussel tot 1981, waarna hij op vraag van directeur Walter Claessens verhuisde naar het Antwerpse Reizend Volkstheater. Hierna vroeg directeur Walter Merhottein hem om in het Kamertheater in Merksem te komen werken met onder anderen Frans van de Velde. Directrice Yvonne Lex eiste hem op om naar de Antwerpse KNS te komen. Zijn verplichte pensionering in 1988 ervoer hij als een diepe belediging die zijn gezondheid zwaar ondermijnde. In 1989 overleed hij aan een aangeboren hartkwaal (en verergerd door zijn drukke carrière - dixit Louis Baret: "ik kreeg schrik toen ik zijn agenda zag!).
Anton Peters was de vader van Marc Peters (regisseur bij VideoHouse, scenarist bij Radio 2 van "'t Koekoeksnest, Taxi Maxi"), schoonvader van actrice Marleen Maes en grootvader van acteur Wim Peters.

## Trivia
- Toen Humo de Nederlandse acteur Rijk de Gooyer in een interview eens vroeg hoe het kwam dat "België in tegenstelling tot Nederland geen politiek cabaret had?", antwoordde De Gooyer: "Hoezo? Jullie niet? Ik ging destijds regelmatig naar Antwerpen naar de Cyrano van Anton Peters…”